# Telephanus bipunctatus
Telephanus bipunctatus is een keversoort uit de familie spitshalskevers (Silvanidae). De wetenschappelijke naam van de soort werd in 1876 gepubliceerd door Ludwig Wilhelm Schaufuss.
De soort komt voor in Cuba.